# ليندا هوغن
ليندا هوغن (بالإنجليزية: Linda Hogan)‏ (16 يوليو 1947، دنفر في الولايات المتحدة)؛ شاعرة، كاتِبة وروائية أمريكية.

## الجوائز
- الجوائز الأميركية للكتاب